# 21.ª Flotilla U-boat
La 21ª Flotilla de Submarinos alemana ("En alemán 21.a Unterseebootsflottille") fue una unidad de la Kriegsmarine de la Alemania nazi durante la Segunda Guerra Mundial . Se formó en 1935 como la Schulverband ("Unidad escolar") con sede en Kiel bajo el mando de Kapitän zur See Kurt Slevogt ( Chef des Schulverbandes ).
En mayo de 1937, la unidad se trasladó a Neustadt y fue redesignada como Unterseebootsschulflottille, ("Flotilla Escuela de Submarinos"), comandada por Kapitänleutnant Heinz Beduhn.
En junio de 1940 fue redesignado como la 21.a Unterseebootsflottille, y en julio de 1941 la flotilla trasladó sus bases a Pillau . La flotilla se disolvió en marzo de 1945

## Comandantes de flotilla
- Kapitän zur See Kurt Slevogt (1935-1937)
- Kapitänleutnant Heinz Beduhn (noviembre de 1937 a marzo de 1940)
- Korvettenkapitän Paul Büchel (marzo de 1940 a junio de 1943)
- Korvettenkapitän Otto Schuhart (junio de 1943 a septiembre de 1944)
- Kapitänleutnant Herwig Collmann (septiembre de 1944 a marzo de 1945)

## Submarinos asignados
Cincuenta y un submarinos fueron asignados a esta flotilla durante su servicio.
- -2, U-3, U-4, U-5, U-6, U-7, U-9
- U-10, U-11
- U-20, U-21, U-23, U-24, U-29
- U-34, U-38
- U-48
- U-60, U-61, U-62
- U-72
- U-80
- U-101 U-120, U-121, U-139, U-141, U-148, U-151, U-152
- U-236, U-251, U-291
- U-368
- U-416, U-430
- U-555
- U-704, U-708, U-712, U-720, U-733, U-746
- U-922, U-977
- U-1195, U-1196, U-1197, U-1198, U-1201, U-1204